# كانونينياجبانزر
كانوننجاجدبانزر دبابة ألمانية في فترة الحرب الباردة مجهزًا بمدفع مضاد للدبابات عيار 90 ملم، ماخوذ من دبابة إم-47 باتون المتقادمة. كان تصميمها مشابهًا جدًا لتصميم ياجبانزر4 في الحرب العالمية الثانية. يرتكز المشروع على هيكل سبانزر رو 251، وهو مشروع دبابة استطلاع خفيفة على هيكله.

## مشغلي
- ألمانيا الغربية - استخدم البوندسوير حوالي 770 Kanonenjagdpanzer
- بلجيكا - استغل الجيش البلجيكي 80 منه[1] تعديله قليلاً من عام 1973. تجهيز كحد أقصى 8 كتائب المشاة، وتم سحبها في عام 1989.

## روابط خارجية
- Kanonenjagdpanzer من متحف بروكسل